# جاك كمب
جاك كمب أو جاك فرانش كمب (بالإنجليزية: Jack Kemp أو Jack French Kemp)‏ (13 يوليو 1935 - 2 مايو 2009) سياسي ولاعب كرة قدم أمريكي. وهو جمهوري من نيويورك، شغل منصب وزير الإسكان في إدارة الرئيس جورج بوش الأب من 1989 إلى 1993، بعد أن خدم سابقا تسع فترات في مجلس النواب الأمريكي من 1971 إلى 1989. وكان مرشح الحزب الجمهوري لمنصب نائب الرئيس في انتخابات عام 1996، حيث رافق المرشح للرئاسة بوب دول. وكان كيمب قد ترشح سابقا لمنصب الرئيس في الانتخابات التمهيدية للجمهوريين عام 1988.
قبل دخول السياسة، كان كيمب لاعب كرة قدم أمريكية في مركز لاعب خلفي لمدة 13 عاما. لعب لفترة وجيزة في الدوري الوطني لكرة القدم الأمريكية (NFL) ورابطة كرة القدم الكندية (CFL)، ولكن أصبح نجم في دوري كرة القدم الأمريكية (AFL). شغل منصب قائد كل من فريقي سان دييغو تشارجرز وبوفالو بيلز وحصل على جائزة الدورى لأهم لاعب في عام 1965 بعد قيادة فريق بيلز للفوز بالبطولة الثانية على التوالي. لعب في الدوري لجميع السنوات العشر التي وجد فيها، ظهرت في مباراة كل النجوم سبع مرات، لعبت في بطولتها خمس مرات، وسجل العديد من الأرقام القياسية في الدوري. شارك كيمب أيضا في تأسيس جمعية اللاعبين الدوري، وخدم لخمس فترات رئيسا عليه. خدم في احتاط جيش الولايات المتحدة خلال الجزء الأول من مسيرته في كرة القدم.
وبصفته محافظا اقتصاديا، دعا كيمب إلى فرض ضرائب منخفضة وسياسات جانب العرض خلال مسيرته السياسية. امتدت مواقفه من الطيف الاجتماعي، بدءا من معارضته المحافظة للإجهاض إلى مواقفه الأكثر تحررا التي تدعو إلى إصلاح قوانين الهجرة. وباعتباره مؤيدا لكل من مدرسة شيكاغو واقتصاد اموارد الجانبية، فقد عرف عنه تأثيره على أفكار ريغان وكلك تكوينه لقانون ضريبة الانتعاش الاقتصادي لعام 1981، والذي يعرف باسم خفض الضرائب من كيمب وروث.
ظلت كيمب نشطا كمحامي ومعلق سياسي بعد تركه منصبه السياسي، وعمل في مجالس الشركات والمؤسسات غير الربحية. كما قام بتأليف ونشر عدة كتب وتحريرها. وقدم الدعاية لكرة القدم الأمريكية ولاعبي كرة القدم المحترفين المتقاعدين. حصل كيمب بعد وفاته على وسام الحرية الرئاسي في عام 2009 من الرئيس باراك أوباما.

## روابط خارجية
- جاك كمب على موقع IMDb (الإنجليزية)
- جاك كمب على موقع الموسوعة البريطانية (الإنجليزية)
- جاك كمب على موقع مونزينجر (الألمانية)
- جاك كمب على موقع إن إن دي بي (الإنجليزية)
- جاك كمب على موقع مرجع كرة القدم المحترفة.كوم (الإنجليزية)